# Elsa de Wurtemberg
Elsa de Wurtemberg (1er mars 1876 - 27 mai 1936) est la fille du duc Eugène de Wurtemberg et de la grande-duchesse Vera Constantinovna de Russie. Elle est l'épouse du prince Albert de Schaumbourg-Lippe.

## Famille
La princesse Elsa, née à Stuttgart, est l'aînée des jumelles du duc Eugène de Wurtemberg, fils d'Eugène-Guillaume de Wurtemberg et de Mathilde de Schaumbourg-Lippe, et de la grande-duchesse Vera Constantinovna de Russie, fille de Constantin Nikolaïevitch de Russie et d'Alexandra de Saxe-Altenbourg. Sa sœur jumelle cadette est Olga de Wurtemberg (1876-1932).

## Fiançailles
Le 28 janvier 1895, le Court Circular de la famille royale britannique annonce : 
"Nous sommes informés qu'un mariage a été arrangé entre Son Altesse Royale le prince Alfred de Saxe-Cobourg-Gotha, fils unique de leurs Altesses Royales le duc et la duchesse de Saxe-Cobourg-Gotha et petit-fils de Sa Majesté, et Son Altesse Royale la duchesse Elsa Matilda Marie, fille jumelle aînée de feu le duc Eugène de Wurtemberg par son mariage avec sa cousine la grande-duchesse Vera Constantinovna de Russie." 
Le mariage n'a pourtant jamais lieu.

## Mariage et descendance
Le 6 mai 1897, à Stuttgart, elle épouse le prince Albert de Schaumbourg-Lippe (1869-1942), fils de Guillaume de Schaumbourg-Lippe et de Bathilde d'Anhalt-Dessau. Ils ont quatre enfants :
- Max de Schaumbourg-Lippe (28 mars 1898 - 4 février 1974), marié en 1933 à Helga Lee Roderbourg, sans descendance ;
- Franz Josef de Schaumbourg-Lippe (1er septembre 1899 - 7 juillet 1963), marié en 1959 à Maria Theresia Peschel, sans descendance ;
- Alexandre de Schaumburg-Lippe (20 janvier 1901 - 26 novembre 1923) ;
- Bathilde de Schaumbourg-Lippe (nl) (11 novembre 1903 - 29 juin 1983), mariée en 1925 à Wolrad de Schaumbourg-Lippe, dont descendance.

## Distinction
- 23 mai 1896 : dame grand-croix de l'ordre de Sainte-Catherine

## Sources
- (en) Cet article est partiellement ou en totalité issu de l’article de Wikipédia en anglais intitulé « Duchess Elsa of Württemberg » (voir la liste des auteurs).
- thePeerage.com - Elsa Herzogin von Württemberg
- The Royal House of Stuart, Londres, 1969, 1971, 1976, Addington, AC, Référence: 223